# کینتانییا د انسنیا
کینتانییا د انسنیا (به اسپانیایی: Quintanilla de Onsoña) یک شهرستان در اسپانیا است.

## خصوصیات
کینتانییا د انسنیا ۵۱٫۰۶ کیلومترمربع مساحت و ۲۰۸ نفر جمعیت دارد و ۸۸۸ متر بالاتر از سطح دریا واقع شده‌است.